# Фузариум остроспоровый
Фуза́риум (фуза́рий) остроспо́ровый (лат. Fusárium oxýsporum) — вид несовершенных грибов, относящийся к роду фузариум (Fusarium) семейства нектриевые (Nectriaceae).
Представляет собой комплекс строго анаморфных морфологически сходных филогенетических видов.

## Описание
Колонии на картофельно-декстрозном агаре (PDA) от белых до бледно-сиреневых, воздушный мицелий от практически отсутствующего до обильного и пушистого. В центральной части колоний нередко образуются обильные макроконидии, иногда образуются коричневатые, синие или фиолетовые склероции. Часто выделяет пигмент от тёмно-малинового до тёмно-фиолетового цвета.
Макроконидии при культивировании на агаре с гвоздичными листьями (CLA) веретеновидно-серповидные, несколько изогнутые до почти прямых, с 3—5 септами (преимущественно с 3 септами). Верхняя клетка короткая, иногда несколько крючковидно загнутая, нижняя клетка с ножкой или сосочком. Макроконидии с 3 септами 25—40 × 3,7—5 мкм. Микроконидии яйцевидные, эллипсоидальные или почковидные, одноклеточные, собраны в слизистые головки на верхушке коротких фиалид. Хламидоспоры обыкновенны у почвенных изолятов, однако часто образуются через 4—6 недель.

### Отличия от близких видов
От комплекса Fusarium solani отличается более короткими фиалидами, несущими головки более узких микроконидий. Fusarium subglutinans отличается образованием полифиалид и отсутствием хламидоспор.

## Экология и значение
Широко распространённый гриб, часто выделяемый из почвы и в качестве фитопатогена.
Важнейший фитопатоген. Многие фитопатогенные штаммы специфичны по отношению к хозяевам. Описано более сотни видовых форм F. oxysporum.

## Таксономия
Fusarium oxysporum Schltdl., Fl. Berol. 2: 106 (1824).

### Синонимы
- Fusarium angustum Sherb., 1915
- Fusarium bulbigenum Cooke & Massee, 1887
- Fusarium citrinum Wollenw., 1913
- Fusarium lutulatum Sherb., 1915
- Fusarium orthoceras Appel & Wollenw., 1910